# Сорський гірничо-збагачувальний комбінат
Сорський гірничо-збагачувальний комбінат — ТОВ «Сорський ГЗК» — підприємство з видобутку й переробки мідно-молібденових руд у Республіці Хакасія, РФ.

## Характеристика
Сировинною базою є однойменне родовище, запасів якого вистачає на десятки років роботи комбінату. Один кар'єр, збагачувальна фабрика. Родовище штокверкове.

## Технологія розробки
Розробляється відкритим способом. Глибина кар'єра 140…320 м (проектна — 470 м). Збагачення руди ведеться колективно-селективною флотацією з випуском молібденових і мідних концентратів. Висока якість останніх визнана на міжнародному рівні (1993 і 1994 рр).